# Montserrat Grases
Montserrat Grases (1941 - 1959), était une jeune laïque et militante catholique espagnole, membre de l'Opus Dei, qui est reconnue vénérable par l'Église catholique.

## Biographie
Montserrat Grases est la deuxième de neuf enfants d'une famille très religieuse. Ayant intégrée l'Ecole professionnelle de la Femme à Barcelone, elle partait pendant son temps libre dans les quartiers défavorisés de la ville où, avec des amis, elle soutient les plus pauvres et instruit le catéchisme à leurs enfants. C'est une jeune femme de son temps qui aime le sport, la danse et a de nombreux amis. Toutefois, la foi qu'elle a hérité de ses parents s'approfondit, et en 1957, elle rejoint l'Opus Dei, qui prône la sanctification dans la vie ordinaire et notamment dans le travail. Loin d'abandonner ses activités ou de se montrer austère, elle mène une vie ascétique faite notamment de prières et d'efforts au quotidien, s'efforçant de réaliser chaque chose à fond, même celles les plus désagréables, "pour répondre à la volonté divine". 
En 1958, on diagnostique à Montserrat un cancer du fémur, qui lui causait de grandes douleurs aux jambes. Face à l'avancée de la maladie, elle ne pouvait quitter son lit. Elle offrait ses souffrances à Dieu, et de nombreux amis et anciens camarades vinrent auprès d'elle chercher des conseils. Selon eux, "elle avait toujours une joie contagieuse". Elle devint un véritable exemple pour tous ceux qui l'approchaient, si bien qu'après sa mort, survenue le 26 mars 1959, elle eut une réputation de sainteté.

## Béatification
- 19 décembre 1962 : introduction de la cause en béatification
- 26 avril 2016 : le pape François lui attribue le titre de vénérable.

Sa fête est fixée au 26 mars.